# 王崇儉
王崇儉（1490年—？），字叔度，山東兖州府曹州曹縣人，民籍，明朝政治人物。

## 生平
嘉靖十年（1531年）辛卯科山東鄉試第十名舉人。嘉靖二十年（1541年）中式辛丑科會試第二百七十二名，登第三甲第二十一名進士。觀政通政司，未除官而卒。
有著作《五桂堂稿》、《春秋筆意》。

## 家族
曾祖王導，贈右副都御史；祖父王蘭，贈右副都御史；父王珣，都察院右副都御史。前母李氏（贈淑人）；前母孔氏（贈淑人）；母黃氏（封恭人 贈淑人）。永感下。兄王崇儒（知縣）、王崇仁（陕西按察司副使）、崇文（都察院右副都御史）、崇献（南京太僕寺卿）、崇讓（千户）、崇有（典膳）。弟崇素。有兄王崇文、王崇獻。